# Sterowanie bezpośrednie
Sterowanie bezpośrednie – sterowanie, w którym pomiarom i regulacji poddawana jest zmienna bezpośrednio wskazująca lub regulująca stanem obiektu, który jest przedmiotem sterowania i określa pożądaną jakość (np. poziom stężenia substancji w cieczy).
W sterowaniu pośrednim niektóre zmienne, którymi trzeba sterować (takie jak np. temperatura lub ciśnienie) – czyli zmienne pierwotne – nie mogą być bezpośrednio zmierzone (albo bezpośrednio manipulowane). Wówczas dokonuje się pomiaru lub oddziałuje się na zmienne wtórne, które mają związek ze zmiennymi pierwotnymi. Jest ono również nazywane sterowaniem niebezpośrednim.